# Алуне
Алуне — народ, принадлежащий к амбоно-тиморской группе и проживающий в Восточной Индонезии на западе острова Серам. Общая численность народа составляет около 17 тыс. чел. Так же известны под названием макабала.

## Язык
Алуне говорят на восточно-индонезийском языке (Lichtenberg 2004: 258) Язык- алуне. Возможно имеет диалекты. Принадлежит к австронезийской семье к центрально-малайско-полинезийским языкам. Алуне также используют индонезийский язык.

## Религия
Алуне являются христианами протестантского типа. Данная религия была принята народом под влиянием европейцев. Сохранились также и традиционные верования. Встречаются и представители, исповедующие ислам.

## Хозяйство
Традиционным занятием является выращивание суходольного риса, а также различных корнеплодов. Женщины народа алуне занимаются ткаческим ремеслом.

## Традиции
Родство в семьях определяется по мужской линии. Наследство передается от отца к сыну. Главным звеном общества является отцовский род, который называется нулу.
Вступая в брак, мужчина женится на дочери брата своей матери или на дочери отцовской сестры. Брак является двусторонним, нередко сопровождается обменом сестрами.

## Одежда
Носят тканую одежду. В частности женщины острова Серам носят тканные юбки.

## Эпос
У народа алуне существует легенда о мировом дереве Нунусаку, которое растет на острове Серам. По представлению народа в нём обитают духи их мифических первопредков. Также считают его своим первосоздателем.